# Il giudice e il commissario: Dodici anni dopo
 Il giudice e il commissario: Dodici anni dopo (Femmes de loi: Dette d'amour) è un film TV poliziesco francese del 2002, diretto da Denis Amar, costituisce il primo episodio della seconda stagione della serie.

## Trama
Narra delle indagini condotte da Elisabeth Brochène con l'aiuto del tenente Marie Balaguère: su un avvocato corrotto e su un vecchio caso di abusi sessuali su minori che non ha mai trovato il vero colpevole.